# Historische Kommission bei der Bayerischen Akademie der Wissenschaften
Die Historische Kommission bei der Bayerischen Akademie der Wissenschaften (HiKo) wurde 1858 auf Initiative des Historikers Leopold von Ranke vom bayerischen König Maximilian II. gegründet. Sie ist einerseits eine Gelehrtengesellschaft, eine Akademie für deutsche Geschichte – so Ranke –, andererseits mit rund 30 wissenschaftlichen Mitarbeiterinnen und Mitarbeitern in Deutschland, Österreich und der Schweiz eine der größten außeruniversitären historischen Forschungseinrichtungen der Bundesrepublik Deutschland. An ihrer Spitze stehen Reinhard Stauber als Präsident (seit März 2022) und Bernhard Löffler als Sekretar (seit 2018). Der HiKo gehören derzeit 43 Mitglieder an.

## Aufgaben und Ziele
Im Zentrum der Kommissionsarbeit stehen seit den Anfängen wissenschaftliche Erarbeitung und Veröffentlichung von Quelleneditionen und Darstellungen zur deutschen Geschichte. Das Spektrum reicht vom Spätmittelalter bis zur Zeitgeschichte. Dazu zählen zentrale Editionen wie die Deutschen Reichstagsakten, die Deutschen Geschichtsquellen des 19. und 20. Jahrhunderts oder die Akten der Reichskanzlei, Regierung Hitler 1933–1945 (abgeschlossen 2022, Retrodigitalisierung 1933/34–1939 in Vorbereitung).
Ihr zweiter Schwerpunkt ist die historisch-biographische Forschung, mit Allgemeiner Deutscher Biographie (ADB), Neuer Deutscher Biographie (NDB). Die rund 50.000 Artikel von ADB und NDB bilden die Grundlage der digitalen Deutschen Biographie, des historisch-biographischen Informationssystems für den deutschen Sprachraum, das die HiKo gemeinsam mit der Bayerischen Staatsbibliothek betreibt. Darin können mehr als 1.000.000 Persönlichkeiten recherchiert werden. Nach Abschluss der gedruckten NDB mit Band 28 (2024) wird die NDB als NDB-online mit einem erweiterten rein digitalen Format fortgesetzt. Die Artikel werden seitdem ausschließlich in der Deutschen Biographie publiziert.
Die HiKo beteiligt sich seit der Jahrtausendwende an der digitalen Entwicklung in den Geschichtswissenschaften. Ein Schwerpunkt ist die Deutsche Biographie. Der andere sind digitale Quelleneditionen. Hier arbeitet sie in verschiedenen Abteilungen mit dem OxygenXML Editor. Am Beispiel der Edition der „Protokolle des Bayerischen Ministerrats 1945–1962“ hat sie dabei entwickelte technische Komponenten (Oxydition) als Open Source frei zur Verfügung gestellt.

## Die Präsidenten der Historischen Kommission
- Leopold von Ranke 1858–1886,
- Heinrich von Sybel 1886–1895,
- Alfred Ritter von Arneth 1896–1897,
- Theodor Sickel 1898–1908,
- Moriz Ritter 1908–1923,
- Erich Marcks 1923–1938,
- Karl Alexander von Müller 1938–1942 (das Amt des Präsidenten war vakant, es wurde kommissarisch vom Sekretär Karl Alexander von Müller versehen),
- Heinrich Ritter von Srbik 1942–1945,
- Walter Goetz 1946–1951,
- Franz Schnabel 1951–1959,
- Hermann Aubin 1959–1964,
- Theodor Schieder 1964–1984,
- Heinrich Lutz 1985–1986,
- Eberhard Weis 1987–1997,
- Lothar Gall 1997–2012,
- Gerrit Walther 2012–2022
- Reinhard Stauber 2022–

## Stiftung
Rechtsträger der Historischen Kommission ist seit dem 28. November 1960 die seit dem 8. Juni 1999 um das Historische Kolleg erweiterte Stiftung zur Förderung der Historischen Kommission bei der Bayerischen Akademie der Wissenschaften und des Historischen Kollegs. Organe der Stiftung sind der Vorstand und der Stiftungsrat. Der Vorstand, welcher dem Stiftungsrat berichtet und gemeinnützig die satzungsmäßigen Geschäfte zur Förderung der Allgemeinheit führt, besteht aus Reinhard Stauber, Vorsitzender (Präsident der Historischen Kommission bei der Bayerischen Akademie der Wissenschaften), Bernhard Löffler, Pfleger (Sekretär der Historischen Kommission bei der Bayerischen Akademie der Wissenschaften), und Hartmut Leppin (Vorsitzender des Kuratoriums des Historischen Kollegs). Der Stiftungsrat, welcher den Vorstand berät, unterstützt und überwacht, besteht aus Martina Hartmann (Vorsitzende des Stiftungsrates), Christoph Kampmann (Stellvertretender Vorsitzender des Stiftungsrates), Ministerialrat Florian Albert (Bayerisches Staatsministerium für Wissenschaft und Kunst), Birgit Emich (Mitglied des Kuratoriums des Historischen Kollegs), Anke Hilbrenner (Mitglied des Kuratoriums des Historischen Kollegs) und Markus Schwaiger (Präsident der Bayerischen Akademie der Wissenschaften).

## Abteilungen

### Laufend
- Deutsche Reichstagsakten (ab 1858, geteilt in Ältere, Mittlere und Neuere Reihe sowie Reichsversammlungen)
- Repertorium Academicum Germanicum 1250–1550 (ab 2000)
- Deutsche Handelsakten des Mittelalters und der Neuzeit (ab 1913)
- Die Wahlkapitulationen der römisch-deutschen Könige 1519–1792
- Briefe und Akten zur Geschichte des Dreißigjährigen Krieges
- Deutsche Geschichtsquellen des 19. und 20. Jahrhunderts (ab 1917)
- Die Protokolle des Bayerischen Staatsrats 1799–1817 (ab 2000)[12][13]
- Quellen zur Geschichte des Deutschen Bundes (ab 1988)
- Die Protokolle des Bayerischen Ministerrats 1945–1962 (ab 1991)
- Deutschlands weltwirtschaftliche Verflechtungen im 19. und 20. Jahrhundert (ab 2020)
- Neue Deutsche Biographie (seit 1950)
- Deutsche Biographie (2001 als ADB-/NDB-Register begonnen)
- NDB-online (seit 2020)
- Schriftenreihe der Historischen Kommission bei der Bayerischen Akademie der Wissenschaften

### Abgeschlossen
- Jahrbücher der Deutschen Geschichte (1858–2002)
- Die Chroniken der deutschen Städte vom 14. bis in’s 16. Jahrhundert (1862–1968)
- Hanserecesse (1859–1897)
- Die Urkunden und Akten der oberdeutschen Städtebünde (1650–2005)
- Pfalzgeschichte (1862–1888)
- Quellen und Erörterungen zur bayerischen und deutschen Geschichte (1860–1864, Neue Folge 1899–1915)
- Geschichte der Wissenschaften in Deutschland (1864–1952)
- Volkslieder (1865–1913)
- Deutsche und ostmitteleuropäische Europa-Pläne des 19. und 20. Jahrhunderts (2000–2005)
- Leopold von Ranke: Aus Werk und Nachlaß (1959–1980)
- Quellen zu den Reformen in den Rheinbundstaaten (1982–2015)
- Forschungen zur deutschen Sozialgeschichte (1962–2006)
- Akten der Reichskanzlei. Weimarer Republik[14]
- Akten der Reichskanzlei. Regierung Hitler 1933–1945 (1976–2022)
- Dokumentation der deutsch-französischen Beziehungen 1949–1963 (1990–1999)
- Allgemeine Deutsche Biographie (1875–1912)

## Archiv
Das Archiv der Historischen Kommission (ca. 6 lfm.) dokumentiert das Wirken dieser – so Leopold von Ranke – „Akademie der deutschen Geschichtswissenschaft“ von ihrer Gründung durch Statut des bayerischen Königs Maximilian II. vom 26. November 1858 bis zum Jahr 1961, in dem die Kommission ihre 86. Plenarversammlung in München abhielt. Das Material stellt eine erstrangige Quelle für die historiographische Forschung in Deutschland, Österreich und der Schweiz dar. Ein Findbuch mit ausführlichem Personen-, Institutionen- und Sachregister (139 Seiten und 336 Nummern) erschließt den Bestand.